# Anna Kim

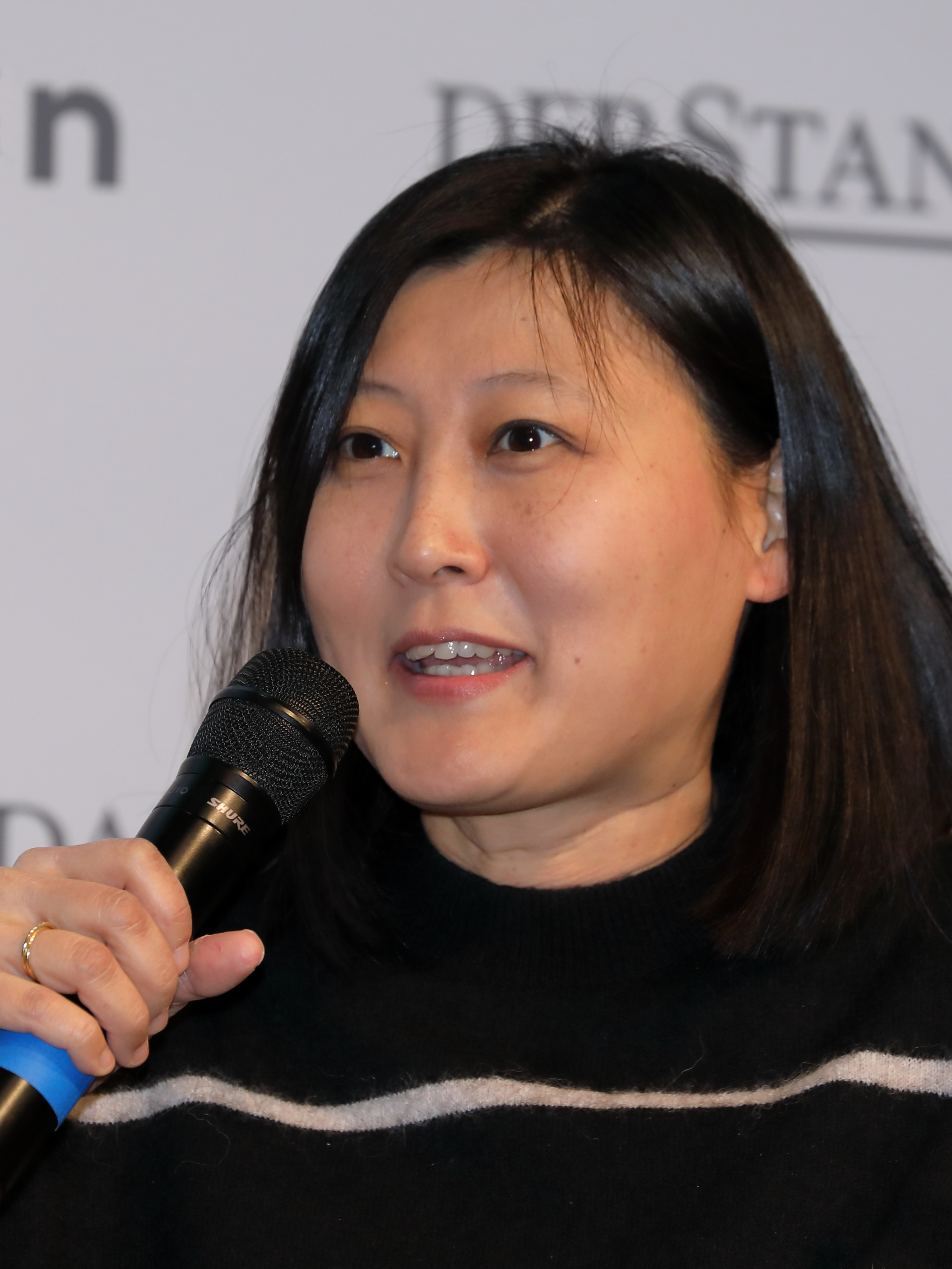
Anna Kim (2022)

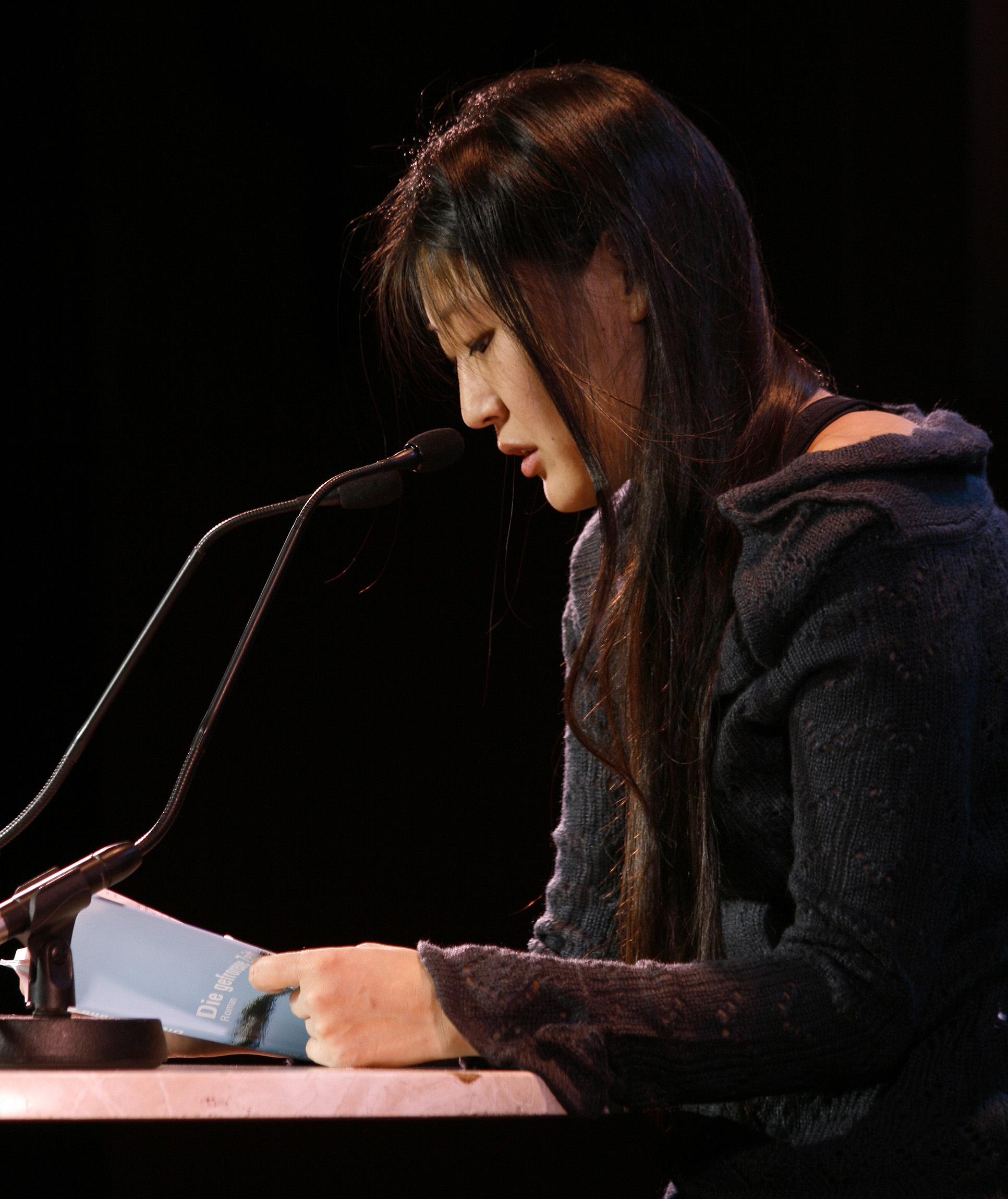
Anna Kim liest aus Die gefrorene Zeit (Wien, 2008)

Anna Kim (* 10. September 1977 in Daejeon/Südkorea) ist eine österreichische Schriftstellerin.

## Leben
Anna Kim kam 1979 nach Westdeutschland. Zunächst lebte sie in Braunschweig und Gießen, ab 1984 in Wien, wo sie das Gymnasium Wenzgasse besuchte. Von 1995 bis 2000 studierte sie an der Universität Wien Philosophie und Theaterwissenschaft; dieses Studium schloss sie mit dem Magistergrad ab. Von 2000 bis 2002 lebte sie in London und Cambridge, danach kehrte sie nach Wien zurück.
Kim ist Verfasserin von erzählender Prosa und Gedichten. Sie veröffentlichte ihre Arbeiten ab 1999 in verschiedenen Literaturzeitschriften wie unter anderem manuskripte, Zwischenwelt und VOLLTEXT. Ihr erster Roman, Die Bilderspur, erschien 2004.
Seit 2000 ist sie Mitglied der Grazer Autorenversammlung. 2004 erhielt sie ein Wiener Autorenstipendium. 2005 nahm sie am
Ingeborg-Bachmann-Wettbewerb in Klagenfurt teil.
Mit Die gefrorene Zeit erschien 2008 ihr zweiter Roman. Vor dem Hintergrund des ungeklärten Schicksals der rund 30.000 nach den Jugoslawienkriegen als vermisst registrierten Menschen erzählt sie darin die Geschichte der Suche eines Kosovaren nach seiner verschwundenen Frau. Dabei schildert sie auch einerseits den Alltag in der immer noch konfliktreichen Region des albanisch-kosovarisch-serbischen Grenzgebietes, anderseits gibt sie auch Einblick in die Arbeit der Archäologen und Forensiker, die sich um die Identifizierung der gefundenen Toten bemühen, und der Mitarbeiter des Roten Kreuzes, die mit ihren Fragebögen die „Ante-Mortem-Daten“ der Verschwundenen zusammentragen.
Im Rahmen des von elf österreichischen literarischen Einrichtungen organisierten Projektes mitSprache unterwegs bereiste Anna Kim 2009/2010 Grönland und verfasste die literarische Reportage Die Invasion des Privaten um den Themenkreis Postkolonialismus und Identität in Grönland. 2012 erschien der Roman Anatomie einer Nacht, der ebenfalls die Lebenssituation der Menschen in Grönland aufgreift.
Anfang 2017 erschien ihr Roman Die große Heimkehr. Im gleichen Jahr folgte ihr Prosaband Fingerpflanzen, der in Zusammenarbeit mit dem norwegischen Künstler Kristian Evju entstand.
Mit ihrem Roman Geschichte eines Kindes wurde sie 2022 sowohl für den Deutschen Buchpreis als auch für den Österreichischen Buchpreis nominiert.
Im Oktober 2024 erschien im Rahmen einer literaturwissenschaftlichen Analyse der Wirksamkeit von Literatur in der Gesellschaft eine Habilitationsschrift von Privatdozentin Wiebke Sievers (Europa-Universität Viadrina). Am Beispiel von Vladimir Vertlib, Dimitré Dinev, Julya Rabinowich und Anna Kim wird gezeigt, wie Literatur als Medium der Ausgrenzung und zugleich des Widerstands dagegen gesellschaftliche Entwicklungen beeinflussen kann.

## Auszeichnungen
- 2009: Heinrich-Treichl-Preis des Österreichischen Roten Kreuzes[8]
- 2009: Elias-Canetti-Stipendium
- 2009: Stipendium von HALMA, dem europäischen Netzwerk literarischer Zentren
- 2010: Robert-Musil-Stipendium
- 2012: Literaturpreis der Europäischen Union für Die gefrorene Zeit
- 2017: Artist in Residence in der Villa Sträuli in Winterthur[9]
- 2022: Nominierung für den Deutschen Buchpreis (Longlist) mit Geschichte eines Kindes[5]
- 2022 Nominierung für den Österreichischen Buchpreis (Shortlist) mit Geschichte eines Kindes[6]
- 2023 Veza-Canetti-Preis der Stadt Wien[10]

## Werke (Auswahl)
- Exile. In: Zwischenwelt. Literatur – Widerstand – Exil. Nr. 2, 2002.
- Bilderspuren. In: manuskripte. Nr. 156, 2002.
- Das unbedingte Berühren. In: manuskripte. Nr. 162, 2003.
- Verborgte Sprache. In: Zwischenwelt. Literatur –  Widerstand – Exil. Nr. 1, 2004.
- Experiment und Krieg. In: TRANS. Nr. 15, 2004.
- Making Of. In: Volltext. Nr. 4, 2004.
- Die Bilderspur. Literaturverlag Droschl, Graz 2004, ISBN 3-85420-662-3.
- Das Versteck (Memento vom 24. April 2008 im Internet Archive). In: entwürfe - Zeitschrift für Literatur. Ausgabe 43, 2005
- Das Archiv. Text der Lesung beim Ingeborg-Bachmann-Wettbewerb 2005.
- Hunde ziehen vorbei/Stray dogs drifting. mit Bildern von Anna Stangl. Comet Books, Wien 2005, ISBN 3-9502046-4-4.
- Die gefrorene Zeit.  Literaturverlag Droschl, Graz 2008, ISBN 978-3-85420-742-9.
- Die Form der Erinnerung. In: Triëdere - Zeitschrift für Theorie und Kunst. Heft 2/2010.
- Invasionen des Privaten. Literaturverlag Droschl, Graz 2011, ISBN 978-3-85420-781-8.
- Anatomie einer Nacht. Suhrkamp Verlag, Berlin 2012, ISBN 978-3-518-42323-3.
- Der sichtbare Feind. Die Gewalt des Öffentlichen und das Recht auf Privatheit. (= Unruhe bewahren). Residenz, St. Pölten 2015, ISBN 978-3-7017-1639-5.
- Die große Heimkehr. Suhrkamp Verlag, Berlin 2017, ISBN 978-3-518-42545-9.[4]
- Fingerpflanzen. Mit und nach Bildern von Kristian Evju. Topalian & Milani Verlag, Ulm 2017, ISBN 978-3-946423-08-9.
- Geschichte eines Kindes, Roman, Suhrkamp Verlag, Berlin 2022, ISBN 978-3-518-43056-9.